# Spiroctenus schreineri
Espèce
Synonymes
- Hermachastes schreineri Purcell, 1903

Spiroctenus schreineri est une espèce d'araignées mygalomorphes de la famille des Bemmeridae.

## Distribution
Cette espèce est endémique du Cap-du-Nord en Afrique du Sud,. Elle se rencontre vers Hanover.

## Description
La femelle syntype mesure 23,5 mm.

## Étymologie
Cette espèce est nommée en l'honneur de Samuel Cron Cronwright Schreiner.

## Publication originale
- Purcell, 1903 : New South African spiders of the families Migidae, Ctenizidae, Barychelidae Dipluridae, and Lycosidae. Annals of the South African Museum, vol. 3, p. 69-142 (texte intégral).